# People’s Instinctive Travels and the Paths of Rhythm
People’s Instinctive Travels and the Paths of Rhythm (с англ. — «Инстинктивные путешествия людей и пути ритма») — дебютный студийный альбом американской хип-хоп-группы A Tribe Called Quest, выпущенный 17 апреля 1990 года на лейбле Jive Records. Запись пластинки проходила на студии Calliope Studios с конца 1989 года по начало 1990 года. В ходе продюсерской работы использовались многочисленные семплы, которые послужили шаблоном для нестандартной лирики группы.
Альбом завоевал широкое признание со стороны как музыкальных критиков, так и хип-хоп-сообщества. 19 января 1996 года он получил золотую сертификацию в США. Спустя годы его значение выросло, он стал рассматриваться в качестве центрального альбома альтернативного хип-хопа благодаря нетипичному творческому подходу и тематике текстов. Также пластинка оказала влияние на ряд исполнителей хип-хопа и современного ритм-энд-блюза.

## Предыстория
Группа A Tribe Called Quest сформировалась в 1985 году в Куинсе (Нью-Йорк). Сблизившись с трио Jungle Brothers, они образовали коллектив Native Tongues, к которому также присоединилась De La Soul.
За несколько лет до записи People’s Instinctive Travels and the Paths of Rhythm участник группы Q-Tip создал значительную долю материала для альбома на аудиокассетах, когда учился в десятом классе. Первый студийный опыт он получил во время совместной с Jungle Brothers записи их дебютного альбома Straight out the Jungle (1988). Ещё больше знаний о звукозаписи и продюсировании он обрёл, когда присутствовал с De La Soul на каждой сессии записи 3 Feet High and Rising (1989). Звукоинженер Шейн Фейбер научил Q-Tip использовать семплеры E-mu SP-1200 и Akai S950, а вскоре продюсер Лардж Профессор обучил его обращению с другим оборудованием, о чём исполнитель позже расскажет в People’s Instinctive Travels.
Изначально звукозаписывающие компании отказывались подписывать контракт с A Tribe Called Quest из-за нетрадиционного образа и звучания, но обратили на коллектив внимание после успеха 3 Feet High and Rising, в создании которого участвовал Q-Tip. В качестве менеджера группа наняла Фредерика Крута, более известного как Kool DJ Red Alert, а после рассылки демозаписей в несколько лейблов подписала контракт с Jive Records в 1989 году.

## Запись
Сессии звукозаписи начались в конце 1989 года и закончились через три месяца, в начале 1990 года. Первыми записанными композициями стали «Pubic Enemy» и «Bonita Applebum».
Как основную студию группа выбрала Calliope Studios, поскольку она была известна поддержкой свободы творчества. В то время как A Tribe Called Quest работала над первым альбомом, в других комнатах записывали музыку Jungle Brothers, Куин Латифа и Принс Пол с De La Soul и Stetsasonic. Q-Tip позже рассказывал: «Это было захватывающе. Мы были как бы предоставлены сами себе. Была просто отличная среда, благоприятствующая творчеству. У нас не было сотовых телефонов, не было интернета, не было кучи вещей. Когда мы приходили в студию, была конкретная задача — создавать музыку. Там не было телевизора. Были только инструменты и динамики. Была просто музыка».
Q-Tip и Али Шахид Мухаммад прослушивали записи по несколько секунд за раз и перерабатывали их в соответствии с другими подходящими фрагментами. Али играл на всех необходимых инструментах, отвечал за скретч и программирование, в то время как Q-Tip занимался всем остальным касательно продюсирования, включая семплирование и сведение.
Несмотря на утверждение «Мы все помогли составить альбом», из группы только Q-Tip присутствовал на каждой сессии записи. Phife Dawg позже признавался: «С первым альбомом я был не в теме, вот почему меня слышно только в паре треков. Меня почти не было рядом. Я предпочитал тусоваться с ребятами на улице и заниматься своими делами, а не ходить в студию. Меня даже не было в контракте на первый альбом. Я думал, что мы с Джероби были скорее на подхвате для Типа и Али, но Тип и Али правда хотели, чтобы я приходил и делал своё дело».

## Музыка и тематика текстов
Согласно примечаниям к юбилейному 25-летнему изданию альбома, People’s Instinctive Travels and the Paths of Rhythm позиционируется как «торжество богемы, психоделии и бродяжничества». По оценке газеты Los Angeles Times, пластинка состоит из «по большей части весёлого хип-хопа со слегка юмористическим, непринуждённым, разговорным рифмованием». Обозреватель журнала XXL Майкл Блэр отметил, что «инновационная продюсерская работа над этим альбомом создала оптимальную площадку для очень изобретательных отношений группы с их словами. С лирической точки зрения Tribe одновременно изысканны и игривы».
Существенная часть звуковой дорожки состоит из фоновых шумов, например детский плач, лягушки и гавайские струнные инструменты. Использованные семплы джаза, ритм-энд-блюза и рока принадлежали музыкантам, которых большинство продюсеров хип-хопа либо игнорировали, либо не знали. Когда Q-Tip работал с семплами известных исполнителей, он использовал брейки, что стало очень влиятельным приёмом в создании хип-хоп-музыки. Представитель NME Иэн Макканн отмечал: «Они отбивают ритмы отовсюду, где захотят … и выдают их в лёгкой, совершенно располагающей обстановке». По мнению Грега Сэндоу из Entertainment Weekly, альбом «имеет непринуждённое звучание, что-то вроде расслабленного джаза».
Комментируя слова песен, Крис Экс из Pitchfork заметил: «Рифмы разговорчивые и вместе с тем сдержанные, темы одновременно большие и маленькие. Текстам 25 лет. Но если бы они вышли сегодня, то показались бы уместными».

## Отзывы критиков
| Оценки критиков               | Оценки критиков |
| Источник                      | Оценка          |
| ----------------------------- | --------------- |
| AllMusic                      | [ 16 ]          |
| Chicago Tribune               | [ 17 ]          |
| Entertainment Weekly          | A−              |
| NME                           | 9/10            |
| Pitchfork                     | 10/10           |
| Rolling Stone                 | [ 18 ]          |
| The Rolling Stone Album Guide | [ 19 ]          |
| The Source                    | 5/5             |
| Spin                          | [ 21 ]          |
| The Village Voice             | B+              |

People’s Instinctive Travels and the Paths of Rhythm получил широкое признание музыкальных критиков. Иэн Макканн из NME писал, что группа «нигде не ошибается. Это не рэп, это почти совершенство». Грег Сэндоу из Entertainment Weekly отметил, что участники, вместо того чтобы «задавать афроцентрический образ жизни», «более или менее воплощают его без всякой суеты». По мнению обозревателя Chicago Tribune Роберта Танзило, альбом «избегает украшательств и цирковой атмосферы» современников группы и «сосредотачивается исключительно на музыке».
Рецензент Los Angeles Times Деннис Хант назвал альбом «увлекательным», указав: «Эти песни звучат в причудливом, похожем на джаз темпе. Они интригующе нелинейны и довольно провокационны, хотя их смысл слегка неуловим». Журнал The Source поставил пластинке первую в истории издания высшую оценку — 5 микрофонов, отметил «полностью музыкальный и духовный подход к хип-хопу», а также назвал альбом «путешествием в страну положительных вибраций, причём каждая песня — новое переживание». Критик Rolling Stone Чак Эдди заметил, что «истинное удовольствие от People’s Instinctive Travels and the Paths of Rhythm приходит за счёт обстоятельного сочетания инструментов и случайных звуков», между тем посетовал, что «рэперы из A Tribe Called Quest склонны бормотать в сдержанной монотонной манере, в которой ощущается самодовольство, даже скука».
Обозреватель AllMusic Джон Буш писал: «Неугомонные и одарённые неиссякаемым воображением, Tribe, пожалуй, слишком много экспериментировали для дебюта, но они преуспели во многом, безусловно достаточно, чтобы показать, как много они обещали на заре нового десятилетия». Как отмечал журнал Spin, «следуя по новаторским стопам своих собратьев из Native Tongues, в беззаботный дебют Tribe не вложили тяжёлый политический или баттл-рэп — только изобилие юношеских порывов и по-игривому глупые тексты». Крис Экс в обзоре 2015 года для Pitchfork похвалил продюсерскую работу и лирику, назвав альбом «чистым и сосредоточенным» и подчеркнув, что он показал, насколько группа «эксцентрична, но основана на действительности». По мнению рецензента, «спустя столько лет People’s Instinctive Travels and the Paths of Rhythm — нечто большее, чем предмет ностальгии. Его стоит слушать не потому, чем он был, а потому, что он есть». Критик PopMatters Дэйв Хитон назвал альбом «блестящим», добавив, что он стал «введением в талант Q-Tip». В пятом издании Encyclopedia of Popular Music Колин Ларкин поставил пластинке три звезды из пяти и назвал её «эклектичной и застенчиво комической».

## Наследие и влияние

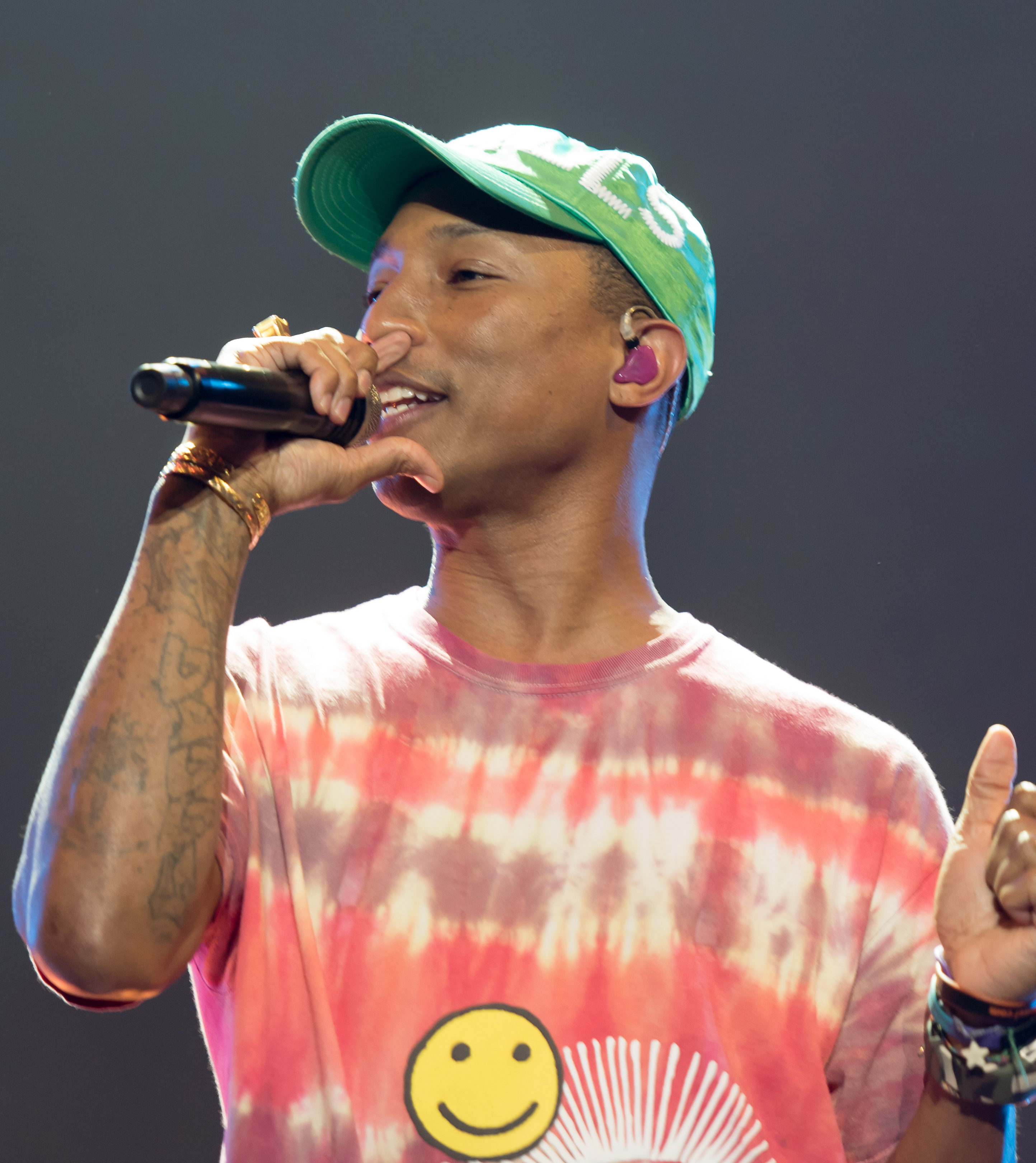
Продюсер и вокалист Фаррелл Уильямс неоднократно сообщал о влиянии альбома на его карьеру

People’s Instinctive Travels and the Paths of Rhythm удостоился признания за расширение словарного запаса хип-хопа, а также за инструментовку и семплы в хип-хоп-музыке. Альбом оказал влияние на широкий круг известных исполнителей хип-хопа и ритм-энд-блюза, среди которых Коммон, Ди Энджело, Digable Planets, Эрика Баду, Fugees, Джей Дилла, Кендрик Ламар, Мос Деф, Outkast, Скарфейс и Канье Уэст. Фаррелл Уильямс заявлял: «Я слушал „Бониту“ каждый день. Я в жизни никогда не слышал ничего подобного. Вот где я изменился». По другому случаю Уильямс рассказывал, что пластинка «стала поворотным моментом в моей жизни, который показал мне, что музыка — это искусство».
Джон Буш из AllMusic назвал People’s Instinctive Travels and the Paths of Rhythm «тихим началом революции в некоммерческом хип-хопе». По оценке Криса Экса из Pitchfork, данным альбомом группа «создала и усовершенствовала образец хип-хопа 90-х, который был по-уличному проницательным, житейским и скорее вдохновляющим, чем амбициозным». В статье для журнала XXL, посвящённой 25-летию альбома, Майкл Блэр высказался так: «В чём A Tribe Called Quest стали в конце концов пионерами и что было в полной мере продемонстрировано во время создания их дебютного альбома, так это определённое мастерство иллюстрировать и почитать множество разнообразных жанров, которые им предшествовали. Поскольку Q-Tip высоко ценил и понимал эти жанры, звучание Tribe постоянно пронизывалось элементами джаза, соула, ритм-энд-блюза и фанка». Блэр заключил, что «People’s Instinctive Travels and the Paths of Rhythm стал необычайно прорывным и навсегда сохранит актуальность в культуре хип-хопа и его строении».
Журналист Гарри Аллен охарактеризовал альбом как поворотный момент в хип-хопе, когда исполнителям стало необязательно быть «суровыми». Али Шахид Мухаммад рассказывал, что «LL Cool J, Биг Дэдди Кейн, KRS-One, N.W.A, даже Public Enemy имели образ крутого парня. Вот такая бравада была присуща всем исполнителям хип-хопа в то время. С People’s Instinctive Travels ничего подобного не было. Мы не старались быть крутыми парнями. Речь шла о том, чтобы веселиться, быть беззаботными, остроумными, поэтичными. Просто хорошо обращаться друг с другом. Вот что мы представляли. Просто будь. Просто существуй. Чувствуй себя комфортно в собственном теле. People’s Instinctive Travels — это про воспевание тебя, кем бы ты ни был».

## Список композиций
| №                   | Название                                           | Длительность |
| ------------------- | -------------------------------------------------- | ------------ |
| 1.                  | «Push it Along»                                    | 7:42         |
| 2.                  | «Luck of Lucien» (при участии Люсьена Революсьена) | 4:32         |
| 3.                  | «After Hours»                                      | 4:39         |
| 4.                  | «Footprints»                                       | 4:00         |
| 5.                  | «I Left My Wallet in El Segundo»                   | 4:06         |
| 6.                  | «Pubic Enemy» (при участии Kool DJ Red Alert)      | 3:45         |
| 7.                  | «Bonita Applebum»                                  | 3:50         |
| 8.                  | «Can I Kick It?»                                   | 4:11         |
| 9.                  | «Youthful Expression»                              | 4:52         |
| 10.                 | «Rhythm (Devoted to the Art of Moving Butts)»      | 4:01         |
| 11.                 | «Mr. Muhammad»                                     | 3:33         |
| 12.                 | «Ham ’n’ Eggs»                                     | 5:27         |
| 13.                 | «Go Ahead in the Rain»                             | 3:54         |
| 14.                 | «Description of a Fool»                            | 5:41         |
| Общая длительность: | Общая длительность:                                | 64:15        |

| №   | Название                                                   | Длительность |
| --- | ---------------------------------------------------------- | ------------ |
| 15. | «Footprints (CeeLo Green Remix)» (при участии Си Ло Грина) | 5:08         |
| 16. | «Bonita Applebum (Pharrell Williams Remix)»                | 3:53         |
| 17. | «Can I Kick It? (J. Cole Remix)»                           | 2:49         |

## Участники записи
| A Tribe Called Quest - Q-Tip — вокал, продюсирование, сведение - Али Шахид Мухаммад — диджей, программирование - Phife Dawg — вокал - Джероби Уайт — вокал | Другие участники - Kool DJ Red Alert — исполнительный продюсер, вокал («Pubic Enemy») - Люсьен Революсьен — фоновый вокал («Luck of Lucien») - Боб Пауэр — звукоинженер - Шейн Фейбер — звукоинженер - Тим Латэм — звукоинженер - Боб Коултер — звукоинженер - Энтони Сондерс — звукоинженер - Брайант Питерс — обложка - Пайдже Хуньяди — обложка |

## Чарты и сертификации
| Чарт (1990)                            | Высшая позиция |
| -------------------------------------- | -------------- |
| Великобритания (UK Albums Chart)       | 54             |
| США (Billboard 200)                    | 91             |
| США (Billboard Top R&B/Hip-Hop Albums) | 23             |

| Чарт (1990)                            | Высшая позиция |
| -------------------------------------- | -------------- |
| США (Billboard Top R&B/Hip-Hop Albums) | 65             |

### Сертификации
| Страна | Сертификация | Продажи   |
| --- | ------------ | --------- |
| Великобритания | серебряный   | 60 000 ‡  |
| США | золотой      | 500 000 ^ |
| ^ Данные о тиражах приведены только на основе сертификации. · Данные о продажах + прослушиваниях приведены только на основе сертификации. |              |           |